# 濟州廣播
濟州廣播（JIBS），原名濟州国际自由都市廣播，是一家地区私营广播和电视公司，位于韩国济州特别自治道济州市，最初成立于1994年4月10日，并在同年开始演示播出，之后在2001年12月7日对公众开始测试播出，再于2002年5月31日开始正式播出。JIBS的成立，代表着SBS完成全国电视及AM联播网。
JIBS是SBS全国电视联播网络以及SBS Power FM联播网的成员。

## 站点
- 电视
  - 频道 - Ch. 33
  - 开播 - 2002年5月31日

- 调频广播 （New Power FM）

频率：101.5, 98.5, 95.9 MHz
开播：2003年6月1日
（部分時段聯播SBS Power FM）

## 備註
1. ↑  於2017年更為此名，原英文名稱維持不變。